# Dortmund-Express-Klasse (2012)
Die Dortmund-Express-Klasse, bis 2022 Hamburg-Express-Klasse, ist eine Serie von ULCS-Containerschiffen der Hamburger Reederei Hapag-Lloyd. Sie zählen zum 13.000-TEU-Standardtyp von Hyundai Heavy Industries und wurden von 2012 bis 2014 in Ulsan, Südkorea gebaut.

## Einzelheiten
Die Schiffe der Dortmund-Express-Klasse gehören zu den Post-Panamax-Schiffen der Reederei Hapag-Lloyd. Die Klasse besteht aus insgesamt zehn Schiffen.
Sechs der insgesamt zehn Schiffe gehen auf Bauaufträge zurück, die ursprünglich kleinere Einheiten mit 8750 TEU vorsahen, doch später in Bauaufträge dieses größeren Typs umgewandelt wurden.
2012 wurden drei Schiffe abgeliefert (aktueller Stand siehe Tabelle); das erste davon (die Namensgeberin Hamburg Express) wurde am 17. August 2012 in Hamburg getauft.
Alle Schiffe der Serie werden von Hapag-Lloyd im Liniendienst zwischen Fernost und Europa eingesetzt.

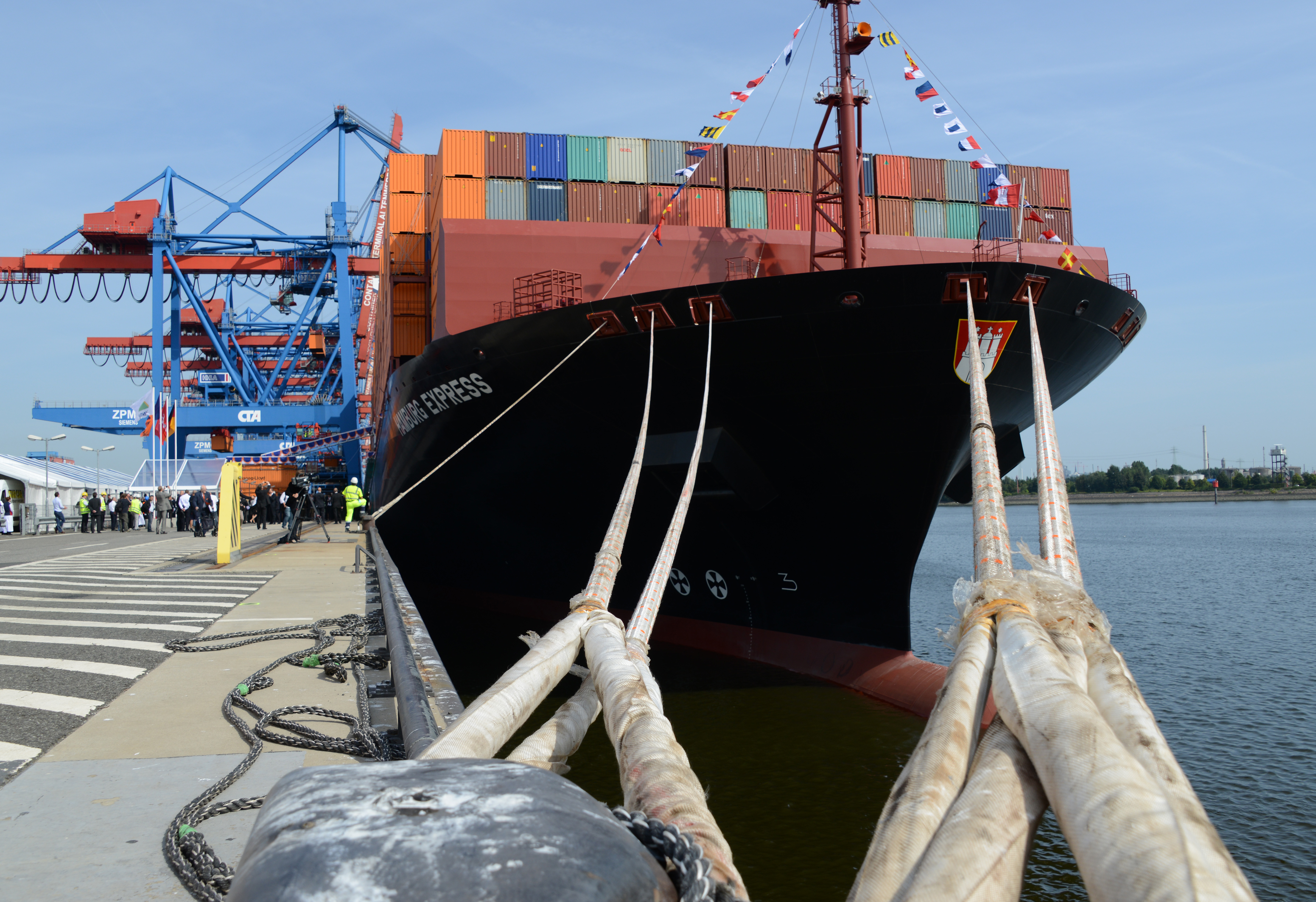
Die Hamburg Express am 17. August 2012, dem Tag der Schiffstaufe, im Hamburger Hafen

Für die Schiffe der Klasse, die alle unter deutscher Flagge in Fahrt kamen, sollen insgesamt 1,4 Milliarden US-Dollar investiert worden sein.
In den Schiffen können bis zu 20 Container übereinander geladen werden, davon elf unter und neun an Deck. In der Breite passen 19 Reihen nebeneinander. Die Containerstellplätze sind in 22 Containerbays unterteilt. Davon befinden sich acht vor dem Deckshaus, zehn zwischen Deckshaus und dem Schornstein über dem Bereich des Maschinenraums sowie vier weitere im Achterschiffbereich.

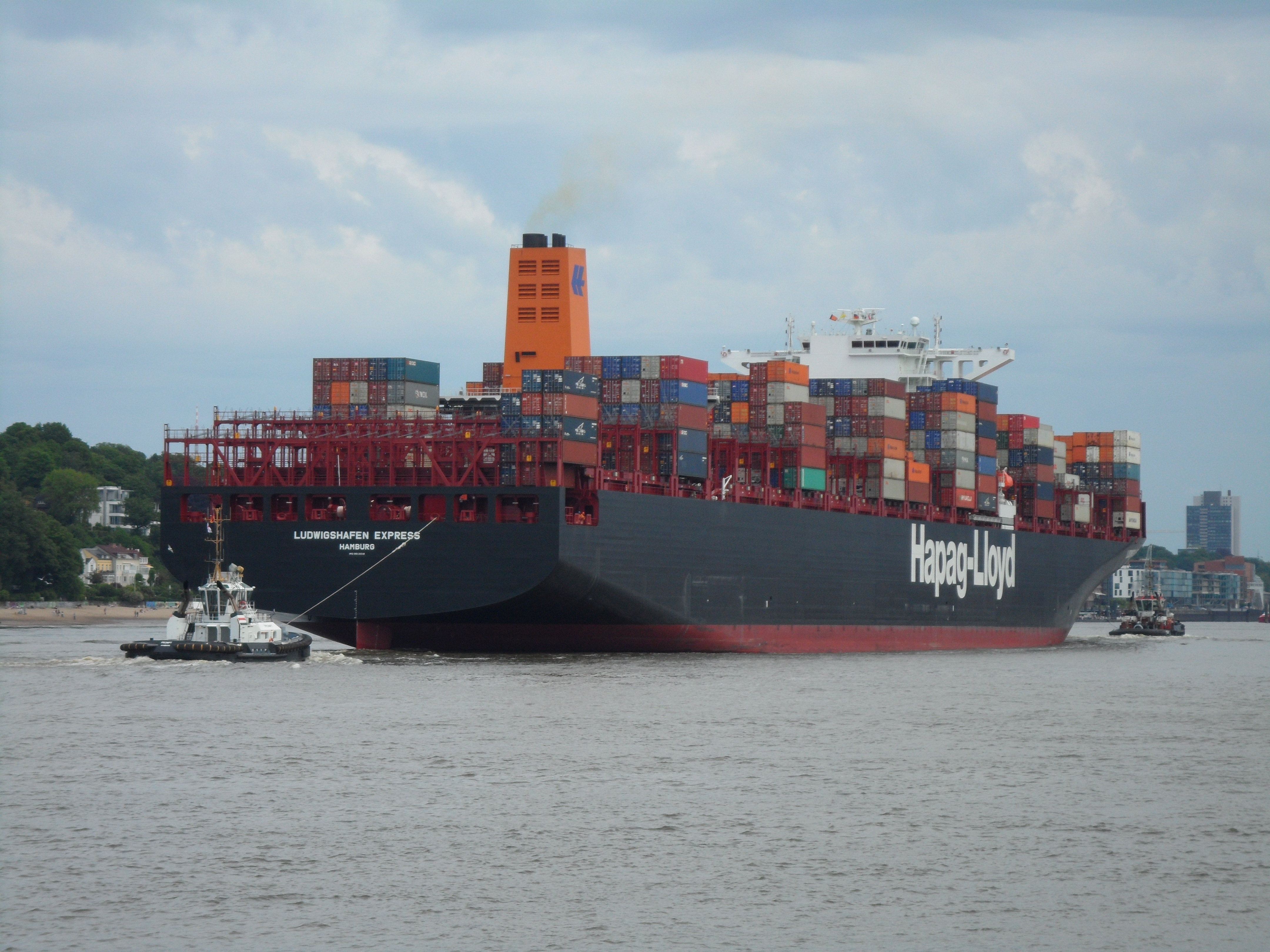
Die Ludwigshafen Express einkommend Hamburg

Die Schiffe werden von einem Elfzylinder-Zweitakt-Dieselmotor des Herstellers MAN Diesel & Turbo mit einer Leistung von 52.447 kW angetrieben. Sie erreichen damit eine Geschwindigkeit von maximal 23,6 kn. Für die Stromversorgung stehen vier Generatoren mit einer Leistung von zusammen rund 13.700 kW zur Verfügung. Zusätzlich werden die Schiffe mit einem Wellengenerator mit einer Leistung von 4.500 kW ausgestattet, der auf See für die Stromversorgung an Bord genutzt werden kann.
Im September 2022 wurde das namensgebende Schiff Hamburg Express in Dortmund Express umbenannt, da Hapag-Lloyd einen Neubau unter gleichem Namen für Fertigstellung im April 2023 in Auftrag gegeben hatte.

## Die Schiffe
| Bauname                      | Bau- nummer | IMO- Nummer | Wikidata-Datenobjekt             | Kiellegung Stapellauf Ablieferung                   | Umbenennungen und Verbleib              |
| ---------------------------- | ----------- | ----------- | -------------------------------- | --------------------------------------------------- | --------------------------------------- |
| Hamburg Express              | 2241        | 9461051     | Hamburg Express (Q52379342)      | 16. Januar 2012 6. April 2012 5. Juli 2012          | 2022 Dortmund Express                   |
| New York Express             | 2242        | 9501332     | New York Express (Q83490349)     | 8. Mai 2012 13. Juli 2012 28. September 2012        | -                                       |
| Basle Express                | 2243        | 9501344     | Basle Express (Q52379753)        | 11. Juni 2012 1. September 2012 15. November 2012   | -                                       |
| Hong Kong Express            | 2244        | 9501356     | Hong Kong Express (Q22293753)    | 15. Oktober 2012 21. Dezember 2012 28. Februar 2013 | -                                       |
| Shanghai Express             | 2245        | 9501368     | Shanghai Express (Q52379756)     | 20. November 2012 25. Januar 2013 26. März 2013     | -                                       |
| Ludwigshafen Express         | 2246        | 9501370     | Essen Express (Q52379760)        | 22. Dezember 2012 11. Februar 2013 16. Mai 2013     | 2013 Essen Express                      |
| Antwerpen Express            | 2497        | 9612997     | Antwerpen Express (Q52380387)    | 10. Dezember 2012 12. April 2013 27. Juni 2013      | -                                       |
| Beijing Express              | 2498        | 9613006     | Leverkusen Express (Q83489252)   | 21. Mai 2013 16. August 2013 13. März 2014          | In Fahrt gesetzt als Leverkusen Express |
| Ludwigshafen Express         | 2499        | 9613018     | Ludwigshafen Express (Q52380390) | 15. April 2013 6. September 2013 3. April 2014      | -                                       |
| Leverkusen Express           | 2500        | 9613020     | Ulsan Express (Q83489248)        | 17. Juni 2013 29. Januar 2014 24. April 2014        | In Fahrt gesetzt als Ulsan Express      |
| Daten: Equasis, IHS Fairplay |             |             |                                  |                                                     |                                         |